# Paramacroxiphus tessellatus
Paramacroxiphus tessellatus är en insektsart som först beskrevs av Heinrich Hugo Karny 1912.  Paramacroxiphus tessellatus ingår i släktet Paramacroxiphus och familjen vårtbitare. Inga underarter finns listade i Catalogue of Life.